# Маловше
Маловше (словен. Malovše) — поселення на північному краю долини річки Віпава в общині Айдовщина. Висота над рівнем моря: 187,8 метрів.